# Chiến dịch Bắc Kỳ
Chiến dịch Bắc Kỳ (tiếng Pháp: Campagne du Tonkin) là một chiến dịch diễn ra từ tháng 6 năm 1883 đến tháng 4 năm 1886 do Pháp tổ chức, nhằm chống lại các đội quân của người Việt, quân cờ đen của Lưu Vĩnh Phúc và đội quân Quảng Tây và Vân Nam của nhà Thanh, với mục tiêu chiếm đóng Bắc Kỳ và giữ vững sự bảo hộ của Pháp tại đó. Với những diễn biến phức tạp của chiến dịch xảy ra vào tháng 8 năm 1884 do bùng phát Chiến tranh Pháp - Thanh và vào tháng 7 năm 1885 do phong trào Cần Vương tại An Nam, chiến dịch cần đến sự tham gia của rất nhiều quân Pháp, dưới cái tên Quân đoàn viễn chinh Bắc Kỳ và sự hỗ trợ từ Đội tàu chiến Bắc Kỳ. Chiến dịch chính thức kết thúc vào tháng 4 năm 1886, khi lực lượng viễn chinh giảm số lượng quân đội chiếm đóng, nhưng tình hình Bắc Kỳ vẫn không ổn định cho đến tận năm 1896.
Trong khoảng thời gian từ năm 1881 cho tới 1885, người Pháp đã tiêu tốn vào xứ Đông Dương 334 triệu franc, trong khi tổng mậu dịch của xứ này chỉ là 350 triệu franc trong năm 1879.

## Hà Nội và Nam Định (tháng 6-7 năm 1883)

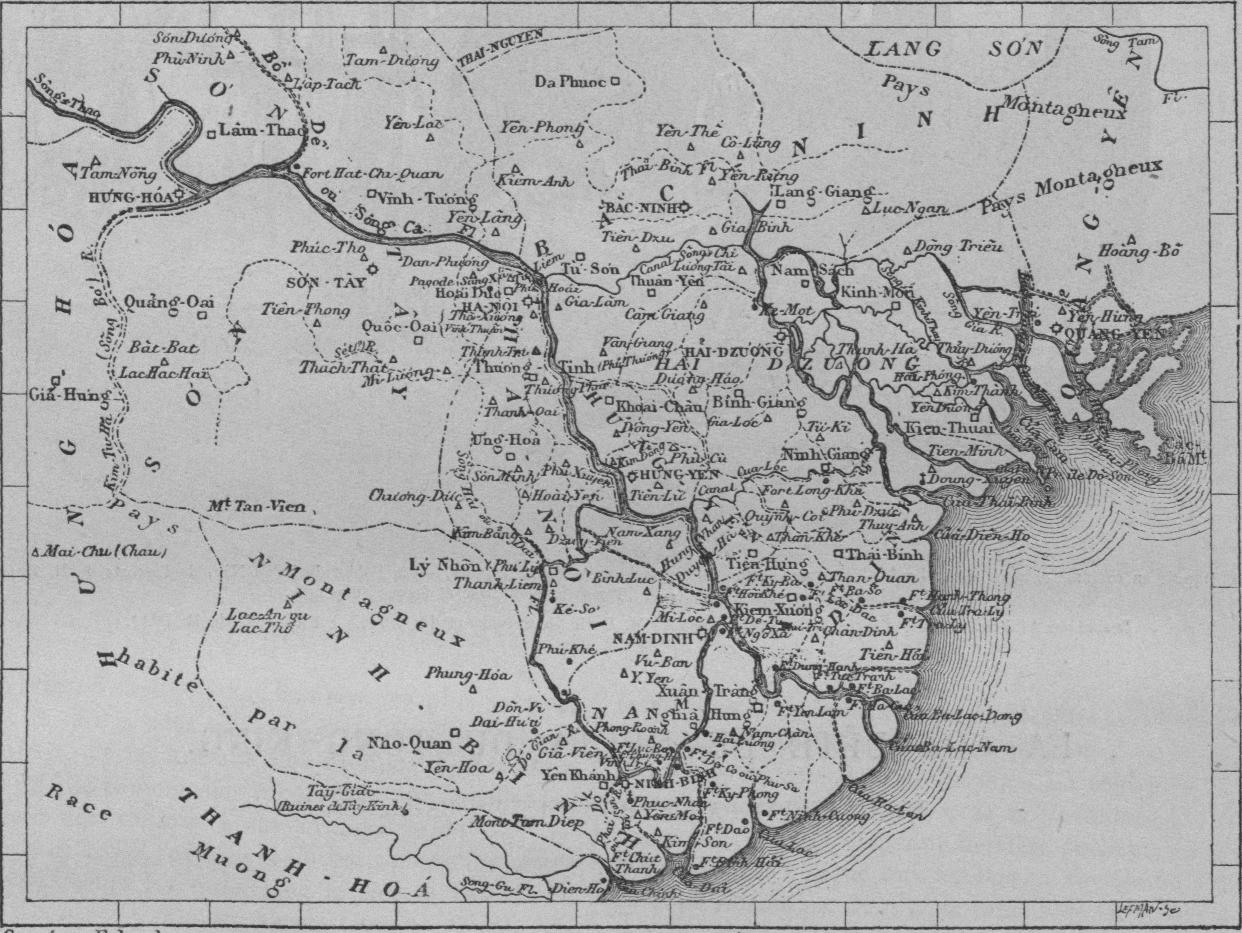
Bản đồ Bắc Kỳ

10 năm sau thất bại của Francis Garnier trong việc xâm chiếm Bắc Kỳ, quân đội Pháp và Việt Nam lại đụng độ ở Bắc Kỳ vào ngày 25 tháng 4 năm 1882, khi sĩ quan chỉ huy Henri Rivière chiếm được thành Hà Nội chỉ với một lực lượng nhỏ lính thủy đánh bộ.
Sau vài tháng tạm lắng, quân tiếp viện từ Pháp đã đến vào tháng 2 năm 1883 cho phép Rivière leo thang chiến tranh bằng việc chiếm đánh thành Nam Định (27/03/1883). Chiếm đóng được Nam Định là chiến lược quan trọng của người Pháp nhằm đảm bảo thông tin liên lạc của họ ra biển.
Phần lớn lực lượng của Rivière đóng tại Nam Định trong khoảng thời gian ông ta vắng mặt. Tiểu đoàn trưởng Berthe de Villers đã đánh bại một cuộc tấn công của người Việt ở các vị trí người Pháp chiếm đóng tại Hà Nội, do phò mã Hoàng Kế Viêm chỉ huy tại trận Gia Quất (27-28/02/1883).
Thuật ngữ Chiến dịch Bắc Kỳ trong bài này quy ước cuộc chiến bắt đầu từ tháng 6/1883, tuy những xung đột trước đó tại Bắc Kỳ đóng vai trò quan trọng trong chiến dịch. Chiến dịch này được đánh dấu bằng sự quyết định gửi quân tiếp viện đến Bắc Kỳ của chính phủ Pháp, để trả thù cho thất bại và cái chết của Rivière trong cuộc chiến với quân Cờ Đen tại trận Cầu Giấy (19/05/1883). Quân tiếp viện đã được tổ chức thành Quân đoàn viễn chinh Bắc Kỳ, đặt dưới quyền chỉ huy của tướng Alexandre-Eugène Bouët (1833-1887), các sĩ quan cao cấp lính thủy đánh bộ đã có mặt sẵn ở thuộc địa Nam Kỳ.

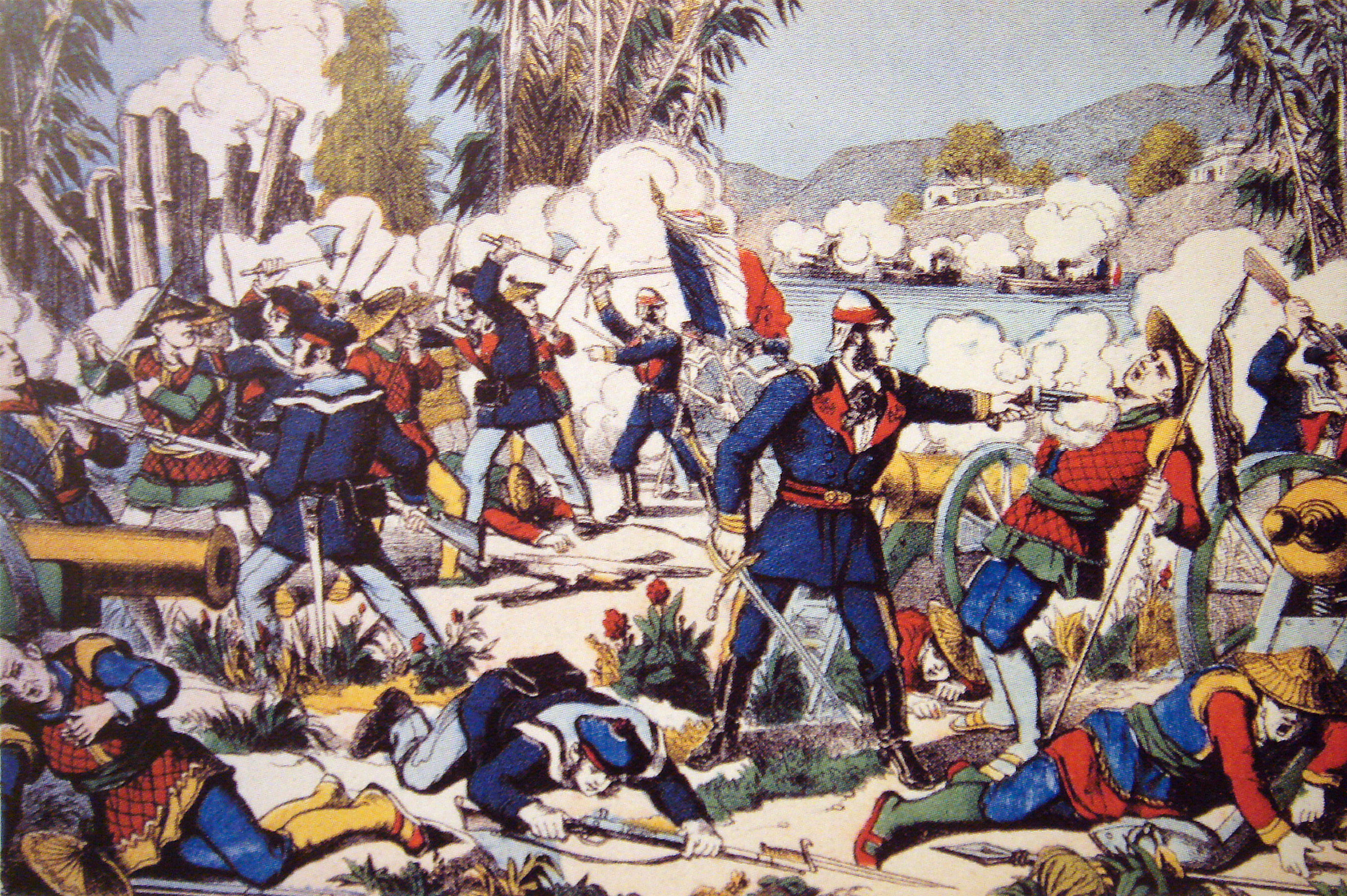
Trận chiến tại Nam Định, 19/07/1883.

Tình cảnh của lính Pháp trước cuộc đổ bộ của Bouet đầu tháng 6 năm 1883 vô cùng bấp bênh. Người pháp lúc đó chỉ có các trại lính nhỏ tại Hà Nội, Hải Phòng, Nam Định và các điểm bị cô lập tại Hòn Gai và Quy Nhơn tại Nam Kỳ. Bouet ngay lập tức thấy cần phải tấn công đội quân cờ đen và quân người Việt của Hoàng Kế Viêm. Bước đầu, Bouet cho rút các căn cứ bị cô lập tại Hòn Gai và Quy Nhơn. Ông ta cũng cho phép từ bỏ Nam Định khi thấy cần thiết, những cố gắng bảo vệ 3 cứ điểm chính. Tháng 6, ông ta cũng dập tắt các cuộc biểu tình nửa vời của người Việt tại Hà Nội và Nam Định.
Lực lượng tăng cường từ Pháp và quần đảo Nouvelle-Calédonie, lực tuyển mộ ở Nam Kỳ, và lực lượng người Bắc Kỳ theo Pháp đến nhanh chóng đã cho phép Bouët phản công. Ngày 19/07, tiểu đoàn trưởng Pierre de Badens, chỉ huy cao cấp người Pháp tại Nam Định đã tấn công và đánh bại lực lượng quân vây hãm của Hoàng Kế Viêm, làm giảm áp lực của quân Việt lên Nam Định

## Thiết lập chế độ bảo hộ của Pháp (tháng 8 năm 1883)

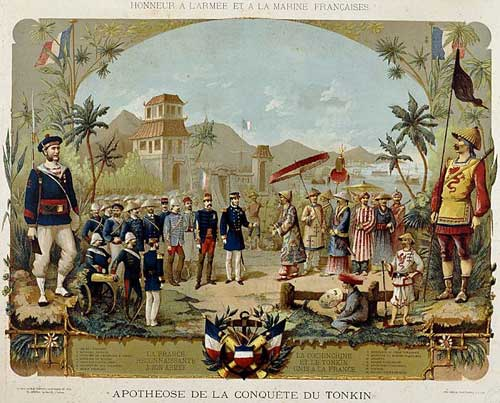
Courbet và Harmand tại Huế, tháng 8 năm 1883

Sự xuất hiện của đô đốc Amédée Courbet vào tháng 7 năm 1883 cùng với lực lượng hải quân tiếp viện lớn càng củng cố thêm sức mạnh của quân Pháp tại Bắc Kỳ. Quân Pháp ở hoàn cảnh bắt buộc phải tấn công quân Cờ đen Lưu Vĩnh Phúc và họ nhận ra rằng hành động quân sự đương đầu với quân Cờ đen phải đi kèm một giải pháp với triều đình Việt Nam tại Huế. Nếu cần thiết, phải dùng vũ lực để có được sự công nhận bảo hộ của Pháp với Bắc Kỳ.
Ngày 30 tháng 7 năm 1883, Đô đốc Courbet, tướng Bouët và François- Jules Harmand, được bổ nhiệm là Tổng Ủy viên Hội đồng Dân Sự Bắc Kỳ
gần đây đã bổ nhiệm ủy viên dân sự Pháp - chung của Bắc Bộ, nắm giữ một hội đồng chiến tranh tại Hải Phòng. Cả ba đều thống nhất rằng nên khởi động sớm nhất có thể cuộc chiến chống lực lượng Quân Cờ Đen đang đóng ở Phủ Hoài bên bờ sông Đáy và lực lượng của Hoàng Kế Viêm đối kháng với quân Pháp tại Nam Định.
Vì vậy họ đã đi đến quyết định, chủ yếu là sự thúc giục của Harmand, đề nghị chính phủ Pháp cho phép thực hiện một cuộc tấn công vào hệ thống phòng thủ tại trung ương Huế, sau đó gửi một tối hậu thư yêu cầu Việt Nam phải chấp nhận sự bảo hộ của Pháp trên toàn Bắc Kỳ hoặc phải đối mặt với cuộc tấn công ngay lập tức.
Đề xuất này được Bộ chấp thuận vào ngày 11 tháng 8, và ngày 18 tháng 8, một số tàu chiến thuộc nhóm lực lượng hải quân duyên hải tại Bắc Kỳ của Courbet đã bắn phá các cửa phòng thủ Thuận An, lối vào của sông Huế.
Ngày 20 tháng 8, tại trận Cửa Thuận An, 2 nhóm lính thủy đánh bộ Pháp và các nhóm lính trong 3 tàu chiến Pháp đã cập vào bờ và nã pháo vào các công sự phòng thủ. Trong suốt buổi chiều, pháo hạm Lynx và Vipère đã chọc thủng hàng rào phòng ngự tại cửa sông Hương, tạo điều kiện cho quân Pháp tấn công trực tiếp Huế nếu họ họ muốn.

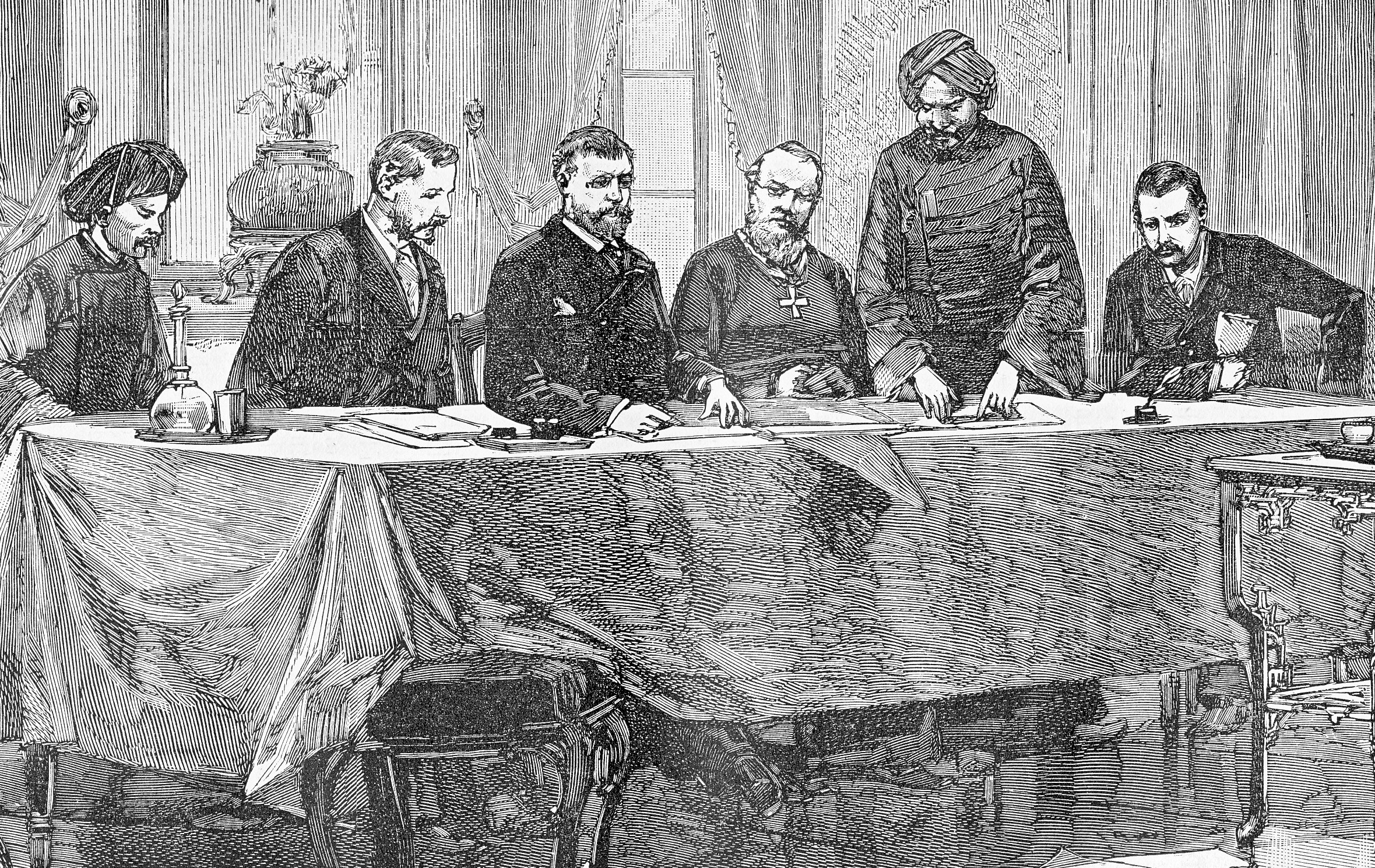
Ký kết Hòa ước Quý Mùi, 25/08/1883

Triều đình Việt Nam đã yêu cầu một hiệp ước đình chiến, ngày 25 tháng 8, Harmand tự thảo cho triều đình hèn nhát Huế một hiệp ước có tên là Hòa ước Quý Mùi. Việt Nam công nhận tính hợp pháp của sự chiếm đóng của Pháp tại Nam Kỳ, chấp nhận sự bảo hộ của Pháp đối với cả Trung Kỳ và Bắc Nam Kỳ và hứa sẽ rút quân khỏi Bắc Kỳ. Việt Nam, gia đình hoàng gia, triều đình vẫn tồn tại nhưng phải nằm dưới sự chỉ đạo của Pháp. Pháp có đặc quyền đóng quân đồn trú tại Huế. Để đảm bảo không có biến cố, một đơn vị lính đồn trú Pháp sẽ chiếm giữ lâu dài tại cửa phòng thủ Thuận An. Một dải lãnh thổ lớn thuộc Trung Kì được chuyển sang Bắc Kì và Nam Kì, nơi chịu sự quản lý trực tiếp của người Pháp. Các tỉnh Nghệ An, Thanh Hóa, Hà Tĩnh được nhập vào Bắc Kì và các tỉnh phía nam Bình Thuận vào Nam Kì. Người Pháp hủy bỏ mọi khoản nợ quốc gia. Người Pháp tiến hành loại bỏ quân Cờ Đen tại Bắc Kì và kiểm soát thương mại trên sông Hồng.

## Sơn Tây (tháng 12 năm 1883)
Tháng 12 năm 1883 đô đốc Amédée Courbet, người được lựa chọn để thay thế Bouët làm tổng chỉ huy quân đoàn viễn chinh Bắc Kì, đã tập hợp một lực lượng lớn gồm 9000 quân tiến đánh Sơn Tây nhằm tiêu diệt quân cờ đen của Lưu Vĩnh Phúc. Quyết định này còn mang một ý nghĩa chính trị quan trọng, khi tấn công Sơn Tây sẽ đưa quân Pháp giao chiến trực tiếp với quân Trung Quốc lần đầu tiên kể từ khi chiến dịch bắt đầu. Nhà Thanh (Trung Quốc ) về danh nghĩa là thiên triều của Việt Nam, đã hàng tháng trời hỗ trợ quân Cờ đen, và đóng quân ở khắp miền bắc Việt Nam như Sơn Tây, Lạng Sơn, Bắc Ninh,.. để ngăn bước tiến của quân Pháp. Vào ngày 10 tháng 12 năm 1883, sau khi thất bại trong việc thuyết phục quân Thanh rút lui bằng những nỗ lực ngoại giao, chính phủ Pháp ủy quyền cho Courbet tấn công Sơn Tây
Chiến dịch Sơn Tây là một chiến dịch đẫm máu của Pháp ở Bắc Kì. Trong trận đánh này quân Thanh và quân Việt Nam chiến đấu rất ít, nhưng quân cờ đen của Lưu Vĩnh Phúc đã chiến đấu rất quyết liệt để bảo vệ thành phố. Ngày 14 tháng 12, quân Pháp tấn công công sự phòng thủ phía ngoài của Sơn Tây ở Phù Sa, nhưng bị đẩy lui với thương vong lớn. Hi vọng có thể tận dụng sự hoang mang của quân Pháp sau thất bại này, Lưu Vĩnh Phúc tổ chức tấn công quân pháp trong đêm hôm đó, nhưng cũng cũng thất bại vô cùng thảm khốc. Sau khi cho binh sĩ nghỉ ngơi vào ngày 15, Courbet một lần nữa tấn công Sơn Tây vào chiều ngày 16. Lần tấn công nay được quân Pháp chuẩn bị rất kĩ bằng pháo binh, và chỉ tấn công sau khi quân phòng thủ đã mệt mỏi. Vào hồi 5 giờ chiều, một tiểu đoàn lính lê dương và tiểu đoàn thủy quân lục chiến đã chiếm được cổng phía tây thành Sơn Tây và tiếp tục giao tranh trên con đường tiến vào thị xã. Lưu Vĩnh Phúc rút quân vào thành trong, và rời bỏ Sơn tây trong đêm tối vài giờ sau đó. Courbet hoàn thành mục tiêu, nhưng cái giá phải trả là rất đắt. Thương vong của quân Pháp là 83 người chết và 320 người bị thương. Trận đánh này cũng gây tổn thất nặng cho quân cờ đen, và theo như một số quan sát viên, nó đã khiến quân cờ đen không thể phục hồi.

## Sự 'lặng sóng' tại Bắc Kỳ (tháng 4 năm 1885 - tháng 4 năm 1886)

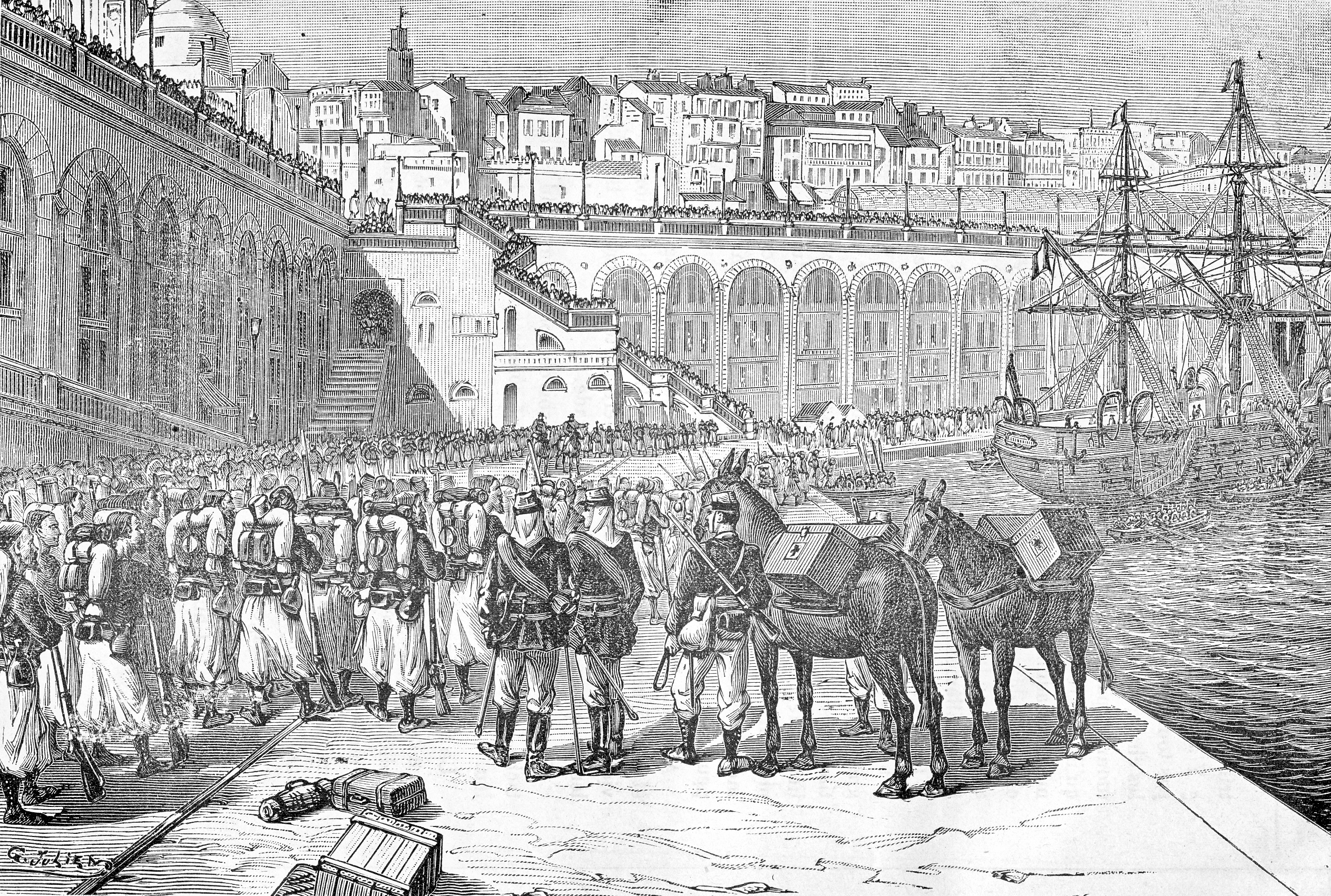
Chuẩn bị lên tàu ở Algiers để đến Bắc Kỳ, tháng 1 năm 1885

Chiến tranh Trung-Pháp kết thúc với việc quân Trung Quốc bị đẩy lùi ra khỏi Bắc Bộ và hiệp ước hòa bình được ký kết giữa Pháp và Trung Quốc tại Thiên Tân vào ngày 09 tháng 6 năm 1885, buộc Trung Quốc phải từ bỏ ảnh hưởng lịch sử quyền bá chủ của nó với Việt Nam và thừa nhận chế độ bảo hộ của Pháp trên cả Nam Kì và Bắc Kì. Theo lý thuyết, điều này củng cố đòi hỏi của họ đối với Bắc Kì. Nhưng thực tế điều này không dễ dàng như thế. Một chính khách Anh đã nhận xét vào thời điểm đó: 
Pháp đã giành chiến thắng trong tuyên bố chủ quyền với Bắc Kỳ; và bây giờ toàn bộ công việc phải làm là chế ngự nó.
Một lực lượng mạnh quân tiếp viện đã được gửi đến Bắc Kỳ khi xảy ra cuộc nổi dậy Lạng Sơn (tháng 3 năm 1885), nâng tổng số binh sĩ Pháp tại Bắc Kỳ lên đến 35.000 vào mùa hè năm 1885. Trong tháng 5 và tháng 6 năm 1885, thêm hàng ngàn lính Pháp mới đổ vào Bắc Kỳ.